# Carl Christian Lumbye
Carl Christian Lumbye, född 9 juli 1841 i Köpenhamn, död där 10 augusti 1911, var en dansk musiker. Han var son till Hans Christian Lumbye och bror till Georg August Lumbye.
Lumbye var i många år violinist i faderns orkester och senare dirigent i olika nöjesställens orkestrar, bland annat vid Harmoniorkestret i Tivoli. Han skrev bortåt 150 danser. 